# هنري سايفيت
هنري سايفيت (بالفرنسية: Henri Saivet)‏ (26 أكتوبر 1990 في دكار) لاعب كرة قدم فرنسي الجنسية سنغالي المولد يلعب حاليا لصالح نادي الدرجة الأولى بوردو الفرنسي في مركز المهاجم . البعض يعقد المقارنات بينه وبين نجم الكرة الفرنسية تييري هنري . في سنة 2007 وقع على أول عقد احترافي في مسيرته الرياضية مع نادي بوردو وبالتالي أصبح أصغر لاعب محترف في تاريخ النادي . في موسم 2008/2009 استطاع أن يساهم في تحقيق النادي 3 بطولات وهي كأس الأبطال الفرنسي ثم كأس الدوري الفرنسي ثم بطولة دوري الدرجة الأولى .

## الإنجازات
- دوري الدرجة الأولى : 2008/2009
- كأس الدوري الفرنسي : 2008/2009
- كأس الأبطال الفرنسي : 2008/2009

## روابط خارجية
- هنري سايفيت على موقع اتحاد تركيا (لاعب) (الإنجليزية)
- هنري سايفيت على موقع قاعدة بيانات كرة القدم.إي يو (الإنجليزية)
- هنري سايفيت على موقع ليكيب (الفرنسية)
- هنري سايفيت على موقع ناشيونال فوتبول تيمز (الإنجليزية)
- هنري سايفيت على موقع Soccerbase.com (لاعب) (الإنجليزية)
- هنري سايفيت على موقع Soccerway.com (الإنجليزية)
- هنري سايفيت على موقع عالم كرة القدم.نت (الإنجليزية)
- هنري سايفيت على موقع كووورة
- هنري سايفيت على موقع AS.com (الإسبانية)